# Kalifornsky
Kalifornsky est une ville d'Alaska (CDP) aux États-Unis, appartenant au Borough de la péninsule de Kenai. Sa population était de 7 850 habitants en 2010.
Elle est située sur la Péninsule Kenai sur la rive est du Golfe de Cook, à proximité de la Sterling Highway, à 16 km de Kenai.
Les températures moyennes vont de −10 °C à −6 °C en janvier et de 7 °C à 18 °C en juillet.
Le village de Kalifornsky a été référencé pour la première fois en 1916, kali signifiant pêcheur. La famille Kalifornsky serait une famille Dena'ina, qui aurait travaillé en Californie entre 1812 et 1820. Peter Kalifornsky, actuellement décédé, est né dans le village et aurait été le dernier locuteur de la langue Dena'ina dans la région du Golfe de Cook.
L'économie locale est variée, pêche, tourisme, commerces, et exploitation du bois de construction.

## Démographie
| 1980 | 1990 | 2000  | 2010  |
| ---- | ---- | ----- | ----- |
| 92   | 285  | 5 846 | 7 850 |